# Puchar BVA mężczyzn (2014)
Puchar BVA mężczyzn 2014 (oficjalnie: Men's BVA Cup 2014) – siódma edycja turnieju o puchar krajów bałkańskich organizowanego przez Balkan Volleyball Association (BVA). Rozgrywki odbyły się w dniach 4-5 października 2014 roku w Barze w Czarnogórze.
W Pucharze BVA 2014 wzięły udział cztery zespoły. Rozgrywki składały się z półfinałów, meczu o 3. miejsce oraz finału.
Puchar BVA zdobył klub Maliye Milli Piyango. Uzyskał on prawo gry w sezonie 2014/2015 w Pucharze Challenge.

## Drużyny uczestniczące
| Państwo    | Drużyna                     |
| ---------- | --------------------------- |
| Czarnogóra | Budućnost Podgorica         |
| Grecja     | PAOK                        |
| Rumunia    | Știința Explorări Baia Mare |
| Turcja     | Maliye Milli Piyango        |

## Hala sportowa
| Sportska dvorana Topolica |
| ------------------------- |
| Bar, Czarnogóra           |
| Pojemność: 2625 miejsc    |

## Rozgrywki

### Drabinka
|  |                             |                             |                             |                             |   |                      |                      |       |
|  | Półfinały                   | Półfinały                   | Półfinały                   |                             |   | Finał                | Finał                | Finał |
|  | Półfinały                   | Półfinały                   | Półfinały                   |                             |   | Finał                | Finał                | Finał |
|  |                             |                             |                             |                             |   |                      |                      |       |
|  |                             |                             |                             |                             |   |                      |                      |       |
|  | Maliye Milli Piyango        | Maliye Milli Piyango        | 3                           |                             |   |                      |                      |       |
|  | Maliye Milli Piyango        | Maliye Milli Piyango        | 3                           |                             |   |                      |                      |       |
|  | PAOK                        | PAOK                        | 1                           |                             |   |                      |                      |       |
|  | PAOK                        | PAOK                        | 1                           |                             |   | Maliye Milli Piyango | Maliye Milli Piyango | 3     |
|  |                             |                             |                             |                             |   | Maliye Milli Piyango | Maliye Milli Piyango | 3     |
|  |                             |                             | Știința Explorări Baia Mare | Știința Explorări Baia Mare | 0 |                      |                      |       |
|  | Budućnost Podgorica         | Budućnost Podgorica         | Știința Explorări Baia Mare | Știința Explorări Baia Mare | 0 | 0                    |                      |       |
|  | Budućnost Podgorica         | Budućnost Podgorica         |                             |                             |   |                      |                      |       |
|  | Știința Explorări Baia Mare | Știința Explorări Baia Mare | 3                           |                             |   |                      |                      |       |
|  | Știința Explorări Baia Mare | Știința Explorări Baia Mare | 3                           | Mecz o 3. miejsce           |   |                      |                      |       |
|  |                             |                             |                             |                             |   |                      |                      |       |
|  |                             |                             |                             |                             |   |                      |                      |       |
|  |                             |                             |                             |                             |   |                      |                      |       |
|  | PAOK                        | PAOK                        | 3                           |                             |   |                      |                      |       |
|  | PAOK                        | PAOK                        | 3                           |                             |   |                      |                      |       |
|  | Budućnost Podgorica         | Budućnost Podgorica         | 0                           |                             |   |                      |                      |       |
|  | Budućnost Podgorica         | Budućnost Podgorica         | 0                           |                             |   |                      |                      |       |

### Półfinały
| Data       | Godzina | Drużyna 1            | Wynik | Drużyna 2                   | Set 1 | Set 2 | Set 3 | Set 4 | Set 5 |
| ---------- | ------- | -------------------- | ----- | --------------------------- | ----- | ----- | ----- | ----- | ----- |
| 04.10.2014 | 17:30   | Maliye Milli Piyango | 3:1   | PAOK                        | 25:23 | 25:22 | 25:27 | 26:24 |       |
| 04.10.2014 | 20:00   | Budućnost Podgorica  | 0:3   | Știința Explorări Baia Mare | 22:25 | 13:25 | 18:25 |       |       |

### Mecz o 3. miejsce
| Data       | Godzina | Drużyna 1 | Wynik | Drużyna 2           | Set 1 | Set 2 | Set 3 | Set 4 | Set 5 |
| ---------- | ------- | --------- | ----- | ------------------- | ----- | ----- | ----- | ----- | ----- |
| 05.10.2014 | 16:00   | PAOK      | 3:0   | Budućnost Podgorica | 25:19 | 25:23 | 25:15 |       |       |

### Finał
| Data       | Godzina | Drużyna 1            | Wynik | Drużyna 2                   | Set 1 | Set 2 | Set 3 | Set 4 | Set 5 |
| ---------- | ------- | -------------------- | ----- | --------------------------- | ----- | ----- | ----- | ----- | ----- |
| 05.10.2014 | 16:00   | Maliye Milli Piyango | 3:0   | Știința Explorări Baia Mare | 31:29 | 25:19 | 25:21 |       |       |

## Klasyfikacja końcowa
| Miejsce | Klub                        |
| ------- | --------------------------- |
| 1       | Maliye Milli Piyango        |
| 2       | Știința Explorări Baia Mare |
| 3       | PAOK                        |
| 4       | Budućnost Podgorica         |